# Ali Hashemi
Ali Hachemi (en persan : علی هاشمی), né le 1er novembre 1991 à Ilam, en Iran, est un haltérophile iranien, olympien et double champion du monde en lice dans les catégories 94 kg et 105 kg jusqu'en 2018 et en 102 kg à partir de 2018 après la réorganisation des catégories effectuée par la Fédération internationale d'haltérophilie.

## Résultats majeurs
| Année               | Ville                  | Poids         | Arraché (kg)  | Arraché (kg)  | Arraché (kg)  | Arraché (kg)      | Épaulé-jeté (kg) | Épaulé-jeté (kg) | Épaulé-jeté (kg) | Épaulé-jeté (kg)   | Total         | Rang               |
| Année               | Ville                  | Poids         | 1             | 2             | 3             | Rang              | 1                | 2                | 3                | Rang               | Total         | Rang               |
| Olympic Games       | Olympic Games          | Olympic Games | Olympic Games | Olympic Games | Olympic Games | Olympic Games     | Olympic Games    | Olympic Games    | Olympic Games    | Olympic Games      | Olympic Games | Olympic Games      |
| ------------------- | ---------------------- | ------------- | ------------- | ------------- | ------------- | ----------------- | ---------------- | ---------------- | ---------------- | ------------------ | ------------- | ------------------ |
| 2016                | Rio de Janeiro, Brésil | 94 kg         | 172           | 173           | 173           | 7                 | 210              | 220              | 220              | 7                  | 383           | 7                  |
| World Championships |                        |               |               |               |               |                   |                  |                  |                  |                    |               |                    |
| 2015                | Houston, United States | 94 kg         | 166           | 173           | 175           | 5                 | 201              | 207              | 207              | 5                  | 380           | 4                  |
| 2017                | Anaheim, United States | 105 kg        | 178           | 183           | 186           | Médaille d'or     | 215              | 221              | 221              | Médaille de bronze | 404           | Médaille d'or      |
| 2018                | Ashgabat, Turkménistan | 102 kg        | 172           | 177           | 179           | Médaille d'argent | 211              | 217              | 221              | Médaille de bronze | 396           | Médaille d'or      |
| Asian Games         |                        |               |               |               |               |                   |                  |                  |                  |                    |               |                    |
| 2018                | Jakarta, Indonésie     | 105 kg        | 177           | 181           | 184           | 2                 | 219              | 224              | 224              | 4                  | 403           | Médaille de bronze |
| Asian Championships |                        |               |               |               |               |                   |                  |                  |                  |                    |               |                    |
| 2015                | Phuket, Thaïlande      | 94 kg         | 165           | 168           | 174           | Médaille d'or     | 202              | 208              | 211              | 4                  | 376           | Médaille de bronze |
| 2016                | Tachkent, Ouzbékistan  | 94 kg         | 165           | 170           | 174           | Médaille d'or     | 200              | 206              | 208              | Médaille d'argent  | 374           | Médaille d'or      |
| 2017                | Ashgabat, Turkménistan | 105 kg        | 165           | 171           | 177           | 4                 | 196              | 205              | 213              | Médaille de bronze | 384           | Médaille de bronze |
| 2019                | Ningbo, Chine          | 109 kg        | 180           | 185           | 186           | 4                 | 220              | 225              | 231              | Médaille d'or      | 405           | Médaille de bronze |
| Fajr cup            |                        |               |               |               |               |                   |                  |                  |                  |                    |               |                    |
| 2016                | Téhéran, Iran          | 94 kg         | 170           | 173           | 177           | Médaille d'argent | 201              | 212              | 220              | Médaille d'argent  | 385           | Médaille d'argent  |
| 2019                | Téhéran, Iran          | 109 kg        | 175           | 180           | 182           | Médaille d'or     | 215              | 222              | 232              | Médaille de bronze | 404           | Médaille d'or      |